# Hanebo församling
Hanebo församling var en församling i Uppsala stift och i Bollnäs kommun i Gävleborgs län. Församlingen uppgick 2006 i Hanebo-Segersta församling.

## Administrativ historik
Församlingen har medeltida ursprung. 1324 utbröts Skogs församling.
Den 1 januari 1961 överfördes till Hanebo församling från Bollnäs församling ett område omfattande en areal av 0,41 km², varav allt land. Invånarna i detta område var redan förut kyrkoskrivna i Hanebo församling. Samma datum överfördes även ett obebott område till Hanebo församling från Segersta församling omfattande en areal av 2,52 km², varav 2,51 km² land.
Hanebo församling uppgick 1 januari 2006 i Hanebo-Segersta församling.
Församlingskoden var 218306.

### Pastorat
- Medeltiden till 24 mars 1916: Annexförsamling i pastoratet Segersta och Hanebo.
- 24 mars 1916 till 2006: Moderförsamling i pastoratet Hanebo och Segersta.

## Geografi
Hanebo församling omfattade den 1 januari 1952 en areal av 359,45 km², varav 332,70 km² land. Efter nymätningar och arealberäkningar samt områdesöverföringar färdiga den 1 januari 1961 omfattade församlingen samma datum en areal av 347,82 km², varav 320,24 km² land.

## Komministrar
| Ämbetstid | Namn                       | Levnadstid | Övrigt                                   |
| --------- | -------------------------- | ---------- | ---------------------------------------- |
| –1580     | Ericus Petri               | 1523–1606  | Senare kyrkoherde i Segersta församling. |
| 1580–1607 | Petrus Bröms               | 1560–1632  | Senare kyrkoherde i Segersta församling. |
| 1627–1633 | Johan Gestrinius           | 1571–1645  | Senare kyrkoherde i Segersta församling. |
| –1652     | Olaus Ol. Trodianus        | 1598–1676  | Senare kyrkoherde i Segersta församling. |
| 1652–1676 | Petrus Gestrinius          | –1677      | Senare kyrkoherde i Segersta församling. |
| 1676–1705 | Laurentius Laur. Hanelius  | –1705      |                                          |
| 1706–1739 | Laurentius Petri Hällström | 1657–1739  |                                          |
| 1740–1788 | Pehr J. Lindström          | 1703–1788  |                                          |
| 1788–1809 | Daniel Söderlind           | 1748–1809  |                                          |
| 1809–1829 | Lars Landgren              | 1761–1829  |                                          |
| 1830–1835 | Eric Nordlinder            |            | Senare kyrkoherde i Bergsjö församling.  |
| 1836–1837 | Olof Ahrbom                |            | Senare kyrkoherde i Ljusdals församling. |
| 1838–     | Jonas Nordvaeger           | 1799–      |                                          |

## Kyrkor
- Hanebo kyrka